# 亀井トム
亀井 トム（かめい とむ、1910年12月29日 - 2000年？）は、日本のジャーナリスト。『週刊埼玉』社長。本名、亀井 兎夢。出生名、久松 兎夢。トム・カメイ名義による著作もある。

## 経歴
子爵久松定弘（旧姓、大河内）の六男として東京市下谷区（現・東京都台東区）に生まれる。1928年、東京府立一商（現・東京都立第一商業高等学校）卒。日本大学専門部経済学科を2年で中退し、叔父の湯目補隆（ゆのめ すけたか、旧制大阪高校や旧制第二高校の校長を歴任）の私塾で学ぶ。1933年、亀井家の養子となる。
埼玉県川越市に住み、1953年から地方新聞『週刊埼玉』を発行。1970年1月、日本国民救援会系の「石川さんを守る会」川越地区の岸野茂（農林技官）と杉山英夫（横川元代議士襲撃事件被告人、大井医院事務長）の来訪と資料提供を受け、1970年2月から同紙で「狭山事件の再検討」を月1回特集する。
狭山事件については、被害者の長兄が財産争いを理由に養豚場経営者の兄弟を雇って妹を殺害せしめたとの解釈を唱え、部落解放同盟中央本部に影響を与えた。『狭山事件』第1集・第2集（辺境社）、『狭山事件　無罪の新事実』（三一書房）などを執筆刊行。映画『狭山事件─真犯人は誰か』を製作。
『狭山事件への告発状』（三一書房）の中では、被害者の長兄と上田明（埼玉県警本部長）と中勲（埼玉県警本部刑事部長・捜査一課課長）の3人を証拠隠滅・偽証・同教唆・公務員職権濫用・特別公務員職権濫用・同幇助・殺人未遂・同幇助の容疑で刑事告発。「（被告発人たちから）名誉毀損で訴えられればこっちのものだ。法廷で争える」と豪語していたが、この告発は起訴に至らなかった。
1995年刊行の『評伝ウィットフォーゲル』監訳者略歴には「現在、ローカル紙（週刊埼玉）を44年間継続発行」とある。2000年没。
姉は子爵松平義生の四男である松平義忠の妻。従兄の久松定秋の長男がテレビプロデューサーの久松定隆で、その妻が女優の河内桃子である。

## 著書
- 『叙事詩への道：理論と作品』（叙事詩と劇詩研究会、1949年） トム・カメイ名義、村川秀夫との共著
- 『叙事詩への道：新興叙事詩のための理論集』（叙事詩と劇詩研究会、1958年） トム・カメイ名義
- 『劇詩への道：詩劇の基礎理論』（叙事詩と劇詩研究会、1958年） トム・カメイ名義
- 『狭山事件』（辺境社、1972年）
- 『狭山事件 第2集』（辺境社、1974年）
- 『狭山事件権力犯罪の構造』（三一書房、1975年）
- 『狭山事件 権力犯人と真犯人』（三一新書、1977年）
- 『狭山事件 無罪の新事実』（三一新書、1977年、栗崎ゆたかとの共著）
- 『狭山事件への告発状』（三一新書、1978年） 編著
- 『部落史の再検討 部落史方法論の崩壊と再建』（三一書房、1978年）
- 『狭山事件（続）無罪の新事実』（JCA出版、1980年）

## 訳書
- G・L・ウルメン『評伝ウィットフォーゲル』（新評論、1995年） 亀井兎夢名義